# Kary Mullis
Kary Banks Mullis (28. prosince 1944, Lenoir, Severní Karolína, USA – 7. srpna 2019, Newport Beach, Kalifornie) byl americký chemik a podnikatel, nositel Nobelovy ceny za chemii za rok 1993. Obdržel ji společně s M. Smithem za svou práci v oboru molekulární genetiky.
Vystudoval Georgijský technický institut (1966) a doktorát získal na Kalifornské univerzitě v Berkeley (1972). Po vystudování na nějakou dobu opustil akademickou sféru, psal uměleckou literaturu a dva roky řídil pekařství. Jeho přítel Thomas White ho přiměl, aby se vrátil k chemii a našel mu místo v laboratořích firmy Cetus Corporation, kde Mullis pracoval sedm let. Zde v roce 1983 objevil své vylepšení polymerázové řetězové reakce, za které později získal Nobelovu cenu.